# 한커우

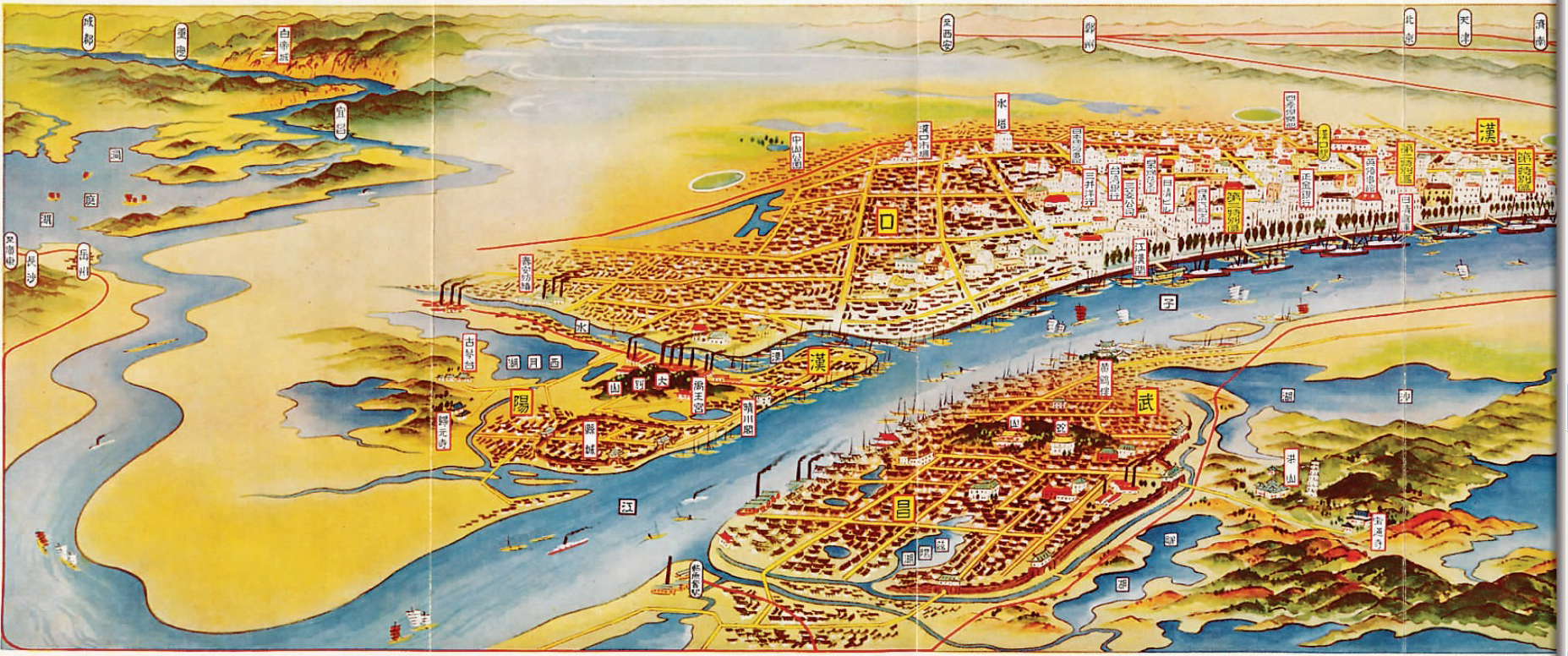
1930년대의 한커우

한커우(중국어 간체자: 汉口, 정체자: 漢口, 병음: Hànkǒu)는 중국 후베이성에 있었던 도시이며, 현재는 우한시의 일부에 해당한다.

## 개요
한커우는 원래 하구진(夏口鎭)이라고 하는 상업도시였다. 하수(夏水)라고 하는 강이 장강에 합류하는 장소에 있기 위해 하구라고 하는 지명이 되었지만, 후에 하수가 한수라는 지명으로 바뀌었기 때문에 한커우로 개명했다. 인접하는 역사의 오랜 성곽도시인 한양과 무창에 비하면, 한커우는 명나라 중경 이후에 자연발생한 도시이며 역사는 비교적 짧지만, 명조 말기에는 한양과 무창을 능가하는 큰 상업도시가 되어 장강 중류의 물류, 상업의 중추로서 성장하였다.
청대에는 한구진은 서산 상인이나 섬서 상인, 휘주 상인(신안 상인) 외 각지의 상인이 모이는 상업도시가 되어, 강서성의 징더전, 하남성의 주선진(朱仙鎭, 지금의 카이펑시 부근), 광동성의 불산진(佛山鎭)과 함께 《4대 명진》의 하나로 불렸다.

### 조계
한커우는 1858년에 체결된 톈진 조약에 의해 개항해, 영국, 독일, 프랑스, 러시아, 일본 5개국의 조계가 설치되었다. 이후, 한커우의 경제는 고도로 발전하여 「동방의 시카고」라고 불렸다.

### 중화민국
장강과 한수를 사이에 두고 정립하는 한양, 한커우, 우창의 세 시(진)는 무한삼진으로 불렸지만, 서로 대하가 가로막아 소통이 불편했었기 때문에 하나로 합치지는 못했다. 중화민국 때인 1927년 1월에 처음으로 우한시가 되어, 국민 정부가 광저우로부터 천도 해, 4월에는 우한 특별시가 되었다. 8월에 무한 국민 정부가 난징 국민 정부에 합류하면서, 다시 분할되어 한커우시가 되었다.
1938년 이곳에서 조선의용대가 결성됐다.
태평양 전쟁 중, 미국 육군 항공대의 B-29 폭격기에 의한 한커우 대공습으로, 주둔 하는 일본군 부대도 소이탄으로 폭격 당하여 완전하게 파괴되었다.

### 중화인민공화국
국공 내전 시기이던 1949년 5월에 중국 인민해방군의 지배하에 들어가, 우한 삼진은 다시 통합되어 우한시 인민정부가 성립했다. 중화인민공화국 성립 이후, 우한시 아래에서 시할구가 된 한양구, 우창구와는 달리, 한커우라는 이름을 가진 행정구는 존재하지 않는다. 이것은 한커우의 시역이 커서 장안구, 장한구, 차오커우구, 둥시후구의 네 구로 분할되었기 때문이다. 한커우 지구는 현대에도 우한의 경제의 중심이다.

## 같이 보기
- 조계지